# Cristiano Grottanelli
Cristiano Grottanelli, né le 2 août 1946 à Rome et mort le 16 mai 2010 dans la même ville, est un historien de la religion italien.

## Biographie
Fils de l'ethnologue Vinigi Lorenzo Grottanelli, il s'intéresse principalement aux origines sacrées du pouvoir et aux théories du sacrifice, accompagnées d'une réflexion historiographique et politique sur leurs diverses interprétations. Il travaille également avec le centre d'études religieuses et le collège San Carlo de Modène. Il meurt le 16 mai 2010 des suites d'une longue maladie.

## Bibliothèque personnelle

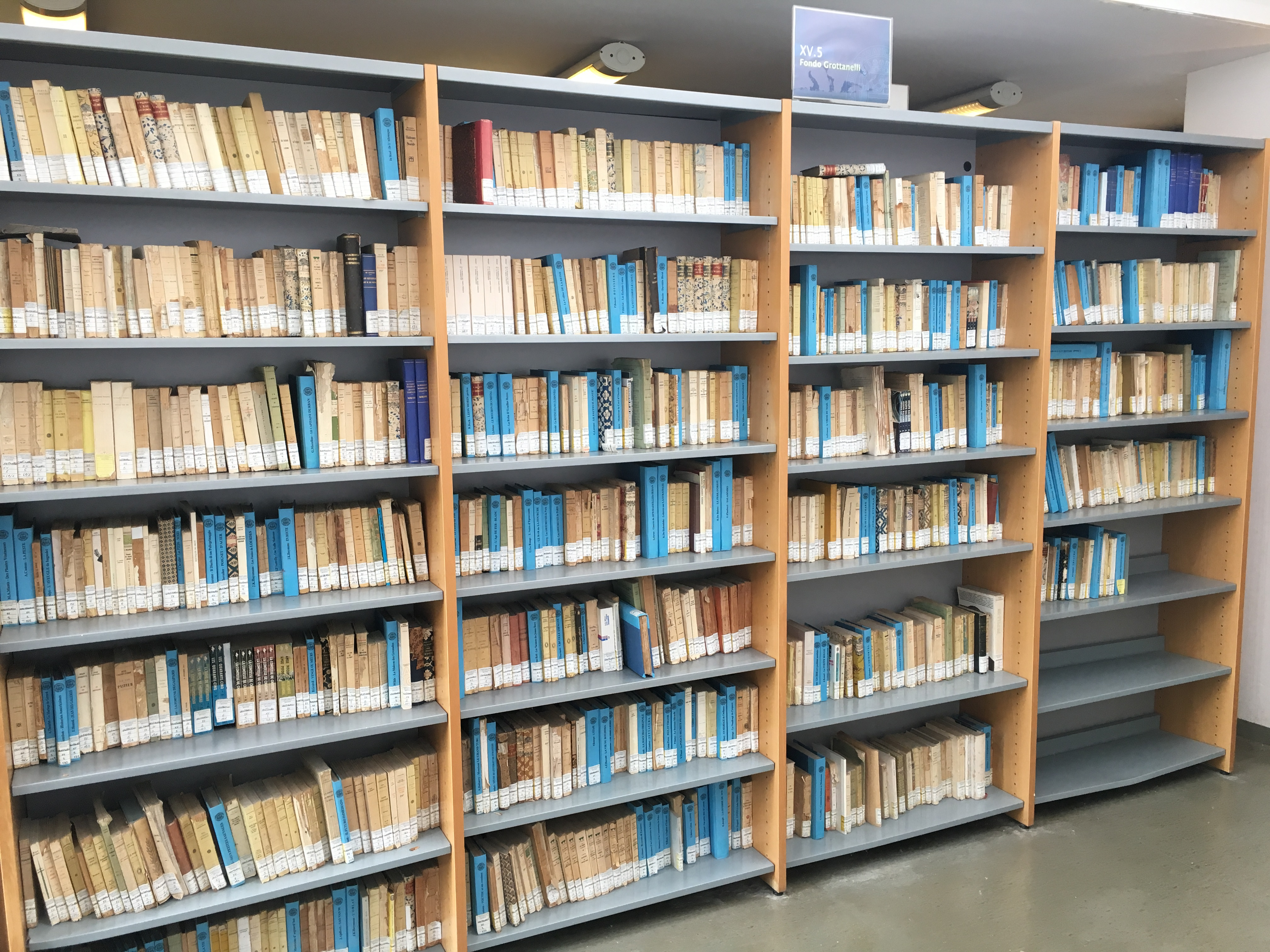
Fonds Grottanelli à la bibliothèque E.R. Caianiello de l'université d'études de Salerne.

Une partie de la bibliothèque personnelle de Cristiano Grottanelli, soit environ 7 500 volumes (70 titres de revues et une série de littérature grise : lettres, photographies, cartes postales, etc.), est acquise en 2009 par l'université Ca' Foscari Venezia ; elle est consultable à la Biblioteca di Area Umanistica (BAUM). Elle est constituée d'une série d'ouvrages d'histoire de la religion et d'anthropologie, en partie alimentée par les livres de l'ethnologue Vinigi Lorenzo Grottanelli, père de Cristiano.
Le reste de la bibliothèque était conservé dans une maison familiale de Calvi dell'Umbria jusqu'en 2006 où elle est donnée à la bibliothèque centrale Eduardo Renato Caianiello de l'université de Salerne.
Ce fonds, très homogène, compte environ 900 volumes. Ce sont pour la presque totalité des titres français, surtout des récits, mais aussi quelques poésies, des pièces de théâtre et des essais, dans des éditions petit format de la seconde moitié du XIXe siècle (une centaine) et la première moitié du XXe siècle (plus de 500 volumes), appartenant à des collections économiques d'éditeurs français.
La collection comprend presque tous les grand auteurs de la littérature française du XIXe siècle mais aussi du XXe siècle. Une dernière partie de la bibliothèque est composée de sujets plus disparates, dont des traductions de romans et d'essais.

## Œuvres

### Monographies
- (it) Ideologie, miti, massacri. Indoeuropei di Georges Dumézil, Palerme, Sellerio, 1993, 262 p.
- (it) Sette storie bibliche, Brescia, Paideia, 1998, 320 p. (ISBN 978-88-394-0564-7)
- (it) Il sacrificio, Rome, Laterza, 1999, 168 p. (ISBN 978-88-420-5863-2)
- (en) Kings and Prophets : Monarchic Power, Inspired Leadership, and Sacred Text in Biblical Narrative, New York, Oxford university press, 1999, 210 p. (ISBN 978-0-19-536112-4, lire en ligne)
- (it) Profeti biblici, Brescia, Morcelliana, 2003, 176 p. (ISBN 978-88-372-1924-6)

### Articles de revues
- (it) « Ospitare gli dei : sacrificio e diluvio », Studi storici, no 4,‎ 1984, p. 847-857
- (it) « Ancora Dumézil : addenda e corrigenda », Quaderni di storia, no 39,‎ janvier-juin 1994, p. 196-207
- « La distribution de la viande dans la Cyropédie », Metis, vol. 4, no 2,‎ 1989, p. 185-209 (DOI 10.3406/metis.1989.935)
- (en) « Notes on Mediterranean hospitality », Dialoghi di archeologia, nos 9-10,‎ 1976, p. 186-194
- (it) « Servio Tullio, Fortuna e l'Oriente », Dialoghi di archeologia, no 2,‎ 1987, p. 71-110
- (it) « Nozione astratta e nozione preferenziale del valore alla frontiera fra Greci e Sciti », Dialoghi di archeologia, no 1,‎ 1986, p. 133-137

### Collaborations
- (it) Sacrificio e società nel mondo antico  (en collaboration avec Nicola Parise), Brescia, Laterza, 1988, 318 p. (ISBN 978-88-420-3267-0)
- (it) Gli occhi di Alessandro. Sacralità del corpo e potere sovrano da Alessandro Magno a Ceausescu  (en collaboration avec Sergio Bertelli), Florence, Ponte alle Grazie, 1990, 256 p. (ISBN 978-88-7928-222-2)
- (it) « La storia delle religioni in Italia », dans Charles Baladier (dir.), Atlante delle religioni, Turin, UTET, 1996, 620 p. (ISBN 978-8-80205-022-5)
- (en) Food and identity in the ancient world : [Atti del Convegno Scelte alimentari e identità nel mondo antico,Venice, March 27-28, 2000]  (en collbartaion avec Lucio Milano), Padoue, Sargon, 2004, 328 p. (ISBN 978-88-901286-8-4)
- (it) Comparativa/mente  (en collaboration avec Pietro Clemente), Florence, Seid Editori, 2008, 288 p. (ISBN 978-88-89473-10-8)

## Crédit d'auteurs
- (it) Cet article est partiellement ou en totalité issu de l’article de Wikipédia en italien intitulé « Cristiano Grottanelli » (voir la liste des auteurs).